# Письма Демосфена
Письма, приписываемые древнегреческому оратору Демосфену, сохранились в составе «демосфеновского корпуса». В общей сложности их шесть. Первые четыре относятся к 323—322 годам до н. э., когда Демосфен, приговорённый к штрафу по делу Гарпала, был вынужден бежать из Афин. Находясь в Трезене и на острове Калаврия, он направляет письма к Народному собранию, в которых просит пересмотреть приговор и разрешить ему вернуться. Первое письмо, сохранившееся под названием «О единомыслии», содержит призыв к войне и могло быть написано сразу после получения известий о смерти Александра Македонского. 
Исследователи долго ставили под сомнение подлинность всех писем. Однако во второй половине XX века многие учёные склонились к мнению о том, что первые четыре письма действительно написаны Демосфеном. Шестое письмо может быть переделкой подлинного послания оратора, пятое предположительно написано кем-то другим.

## Список
- I. О единомыслии
- II. О своём возвращении
- III. О детях Ликурга
- IV. О злословии Ферамена
- V. К Гераклеодору
- VI. К афинскому совету и народу